# Bodensee-Schifffahrts-Ordnung
Bodensee-Schifffahrts-Ordnung (BSO) (ausführlich: Verordnung über die Schifffahrt auf dem Bodensee) ist der Name der von den vier zuständigen Anrainern des Bodensees (Schweiz, Österreich, Baden-Württemberg und Bayern) gleichlautend erlassenen  Verordnungen, die die Schifffahrt auf dem Bodensee regeln. Grundlage sind das am 1. Juni 1973 zwischen der Bundesrepublik Deutschland, der Republik Österreich und der Schweizerischen Eidgenossenschaft geschlossene Übereinkommen über die Schifffahrt auf dem Bodensee sowie die gleichzeitig abgeschlossenen bilateralen Verträge zwischen der Schweizerischen Eidgenossenschaft einerseits und der Republik Österreich bzw. der Bundesrepublik Deutschland andererseits über die Schifffahrt auf dem Alten Rhein und über die Schifffahrt auf dem Untersee und dem Rhein zwischen Konstanz und Schaffhausen.
Der Gültigkeitsbereich der Bodensee-Schifffahrtsordnung erstreckt sich von der Brücke Rheineck–Gaißau über den Alten Rhein einerseits sowie von der Brücke Hard–Fußach über den Neuen Rhein andererseits über den gesamten Bodensee und die Rheinstrecken zwischen Konstanz und Stein am Rhein sowie den weiterführenden Hochrhein bis zur Straßenbrücke Schaffhausen–Feuerthalen.
Zudem werden Teilbereiche der Bodensee-Schifffahrtsordnung, beispielsweise die Abgasnorm mit den Schadstoffklassen BSO I, BSO II und BSO III (BSO III in Planung) von anderen Verordnungen zur Regelung betreffend der Zulassung von Wasserfahrzeugen als Bedingung verwendet.